# Grans ciutats balneàries d'Europa
Les Grans Ciutats Balnearis d'Europa estan inscrites a la llista del Patrimoni de la Humanitat compartit que consta d'una selecció d'onze ciutats balnearis de set països europeus que es varen desenvolupar al voltant de fonts naturals d'aigua mineral.
Des de principis del segle XVIII fins a la dècada de 1930, Europa occidental va experimentar un augment de la cultura balneària i del bany, que va portar a la construcció d'elaborades cases de bany. Sovint incloïen jardins, casinos, teatres i vil·les que envolten les fonts i els banys.

## Llistat
| Nombre al plànol | Lloc                            | Estat      | Lloc - Superfície (ha) | Zona tampó - Superfície (ha) | Notes                | Coordenades                                                  | Imatges |
| ---------------- | ------------------------------- | ---------- | ---------------------- | ---------------------------- | -------------------- | ------------------------------------------------------------ | ------- |
| 1                | Bad Ems                         | Alemanya   | 80                     | 155                          |                      | 50° 19′ 50″ N, 7° 43′ 42.99″ E / 50.33056°N,7.7286083°E      |         |
| 2                | Baden-Baden                     | Alemanya   | 230                    | 2.377                        |                      | 48° 45′ 26.98″ N, 8° 14′ 32.98″ E / 48.7574944°N,8.2424944°E |         |
| 3                | Bad Kissingen                   | Alemanya   | 212                    | 524                          |                      | 50° 11′ 51.99″ N, 10° 4′ 30″ E / 50.1977750°N,10.07500°E     |         |
| 4                | Baden bei Wien                  | Àustria    | 343                    | 555                          |                      | 48° 0′ 35.98″ N, 16° 14′ 0.98″ E / 48.0099944°N,16.2336056°E |         |
| 5                | Spa                             | Bèlgica    | 772                    | 1.536                        |                      | 50° 30′ 00″ N, 5° 52′ 01″ E / 50.5°N,5.867°E                 |         |
| 6                | Vichèi                          | França     | 68                     | 253                          |                      | 46° 07′ 37″ N, 3° 25′ 07″ E / 46.126828°N,3.418604°E         |         |
| 7                | Montecatini Terme               | Itàlia     | 114                    | 341                          |                      | 43° 53′ 4″ N, 10° 46′ 28″ E / 43.88444°N,10.77444°E          |         |
| 8                | Bath                            | Regne Unit | 2.870                  |                              | Banys Romans de Bath | 51° 22′ 53″ N, 2° 21′ 31″ O / 51.38139°N,2.35861°O           |         |
| 9                | Františkovy Lázně (Franzensbad) | Txèquia    | 367                    | 872                          |                      | 50° 7′ 2″ N, 12° 21′ 2″ E / 50.11722°N,12.35056°E            |         |
| 10               | Karlovy Vary (Carlsbad)         | Txèquia    | 1.123                  | 1.029                        |                      | 50° 13′ 23″ N, 12° 53′ 0.98″ E / 50.22306°N,12.8836056°E     |         |
| 11               | Marianske Lazne (Marienbad)     | Txèquia    | 835                    | 3.677                        |                      | 49° 58′ 38″ N, 12° 41′ 23.98″ E / 49.97722°N,12.6899944°E    |         |